# Leo Stern
Leopold Lawrence Stern (Brighton, 5 aprile 1862 – Londra, 10 settembre 1904) è stato un violoncellista inglese, ricordato soprattutto per essere stato il solista nella prima esecuzione del Concerto per violoncello in si minore di Antonin Dvořák a Londra nel 1896.

## Biografia
Leopold Lawrence Stern nacque a Brighton nel 1862. Suo padre era un violinista tedesco e direttore della Brighton Symphony Society e sua madre una pianista inglese. Inizialmente studiò chimica alla South Kensington School of Chemistry, mentre studiava il violoncello in privato con Hugo Daubert. Lavorò in un'azienda a Thornliebank vicino a Glasgow dal 1880 al 1883, ma in seguito abbandonò la chimica ed entrò alla Royal Academy of Music, dove studiò violoncello sotto Alessandro Pezze e poi Carlo Alfredo Piatti. In seguito prese lezioni a Lipsia da Julius Klengel e Karl Davydov.
Apparve con Adelina Patti, nel suo tour del 1888, Émile Sauret e Ignaz Paderewski e a Parigi suonò con Jules Massenet, Benjamin Godard e Francis Thomé. Era uno dei preferiti della Regina Vittoria e spesso suonava al Castello di Windsor, al Castello di Balmoral e alla Osborne House.
Nel 1895 visitò Praga, dove il suo modo di suonare divenne noto ad Antonín Dvořák. Sebbene il Concerto per violoncello in si minore recentemente completato di Dvořák fosse dedicato a Hanuš Wihan e Dvořák desiderasse che nessuno a parte Wihan lo suonasse in pubblico per la prima volta, fu Leo Stern ad avere questo onore (ci sono versioni contrastanti di come è successo ). La première ebbe luogo il 19 marzo 1896 alla Queen's Hall di Londra, sotto la direzione del compositore. Stern suonò al concerto di Praga (tre settimane dopo, sempre diretto da Dvořák), al Gewandhaus di Lipsia (fu il primo inglese ad essere invitato a suonare lì) e con la Berliner Philharmoniker. In seguito fu chiamato a suonare per il Kaiser Guglielmo II a Potsdam. Nel 1897-98 andò in tournée negli Stati Uniti (dove suonò con l'orchestra di Theodore Thomas a Chicago, la Boston Symphony Orchestra e la New York Philharmonic Society) e in Canada. Suonò la prima di New York del concerto per violoncello di Dvořák il 5 marzo 1897.

### Vita privata
Leo Stern è stato sposato due volte, entrambe le volte con donne di origine americana. Nel 1894 sposò Nettie Carpenter (c. 1869-?), una violinista ex bambina prodigio che aveva ottenuto il primo premio al Conservatorio di Parigi e studiato sotto Pablo de Sarasate, che era il padrino di suo figlio (presumibilmente dal suo primo matrimonio). Sarasate le aveva anche regalato un archetto di violino sbalzato in oro. Stern era il secondo marito di Nettie Carpenter. Divorziarono e nel 1898 sposò Suzanne Adams, un noto soprano di coloratura.
Scrisse alcune canzoni leggere, una delle quali (Coquette) fu registrata da Suzanne Adams.
Leo Stern morì a Londra il 10 settembre 1904, a 42 anni.

## I suoi strumenti
Stern usò tre violoncelli nella sua carriera:
- Un violoncello di Johannes Florenus Guidantus (Giovanni Floriano Guidanti)
- Lo Stradivari General Kyd, descritto come "il più largo violoncello esistente", che gli fu donato da un gruppo di ammiratori guidati da Lord Amherst di Hackney[4]
- Lo Stradivari "Baudiot" (successivamente posseduto da Gregor Piatigorsky).

## Premi
È stato creato un Leo Stern Award, il premio senior per violoncello del Royal College of Music.